# Pietro Antonio Bernardoni
Pietro Antonio Bernardoni, oppure Pietro Andrea Bernardoni (Vignola, 30 giugno 1672 – Bologna, 19 gennaio 1714), è stato un librettista e drammaturgo italiano.

## Biografia

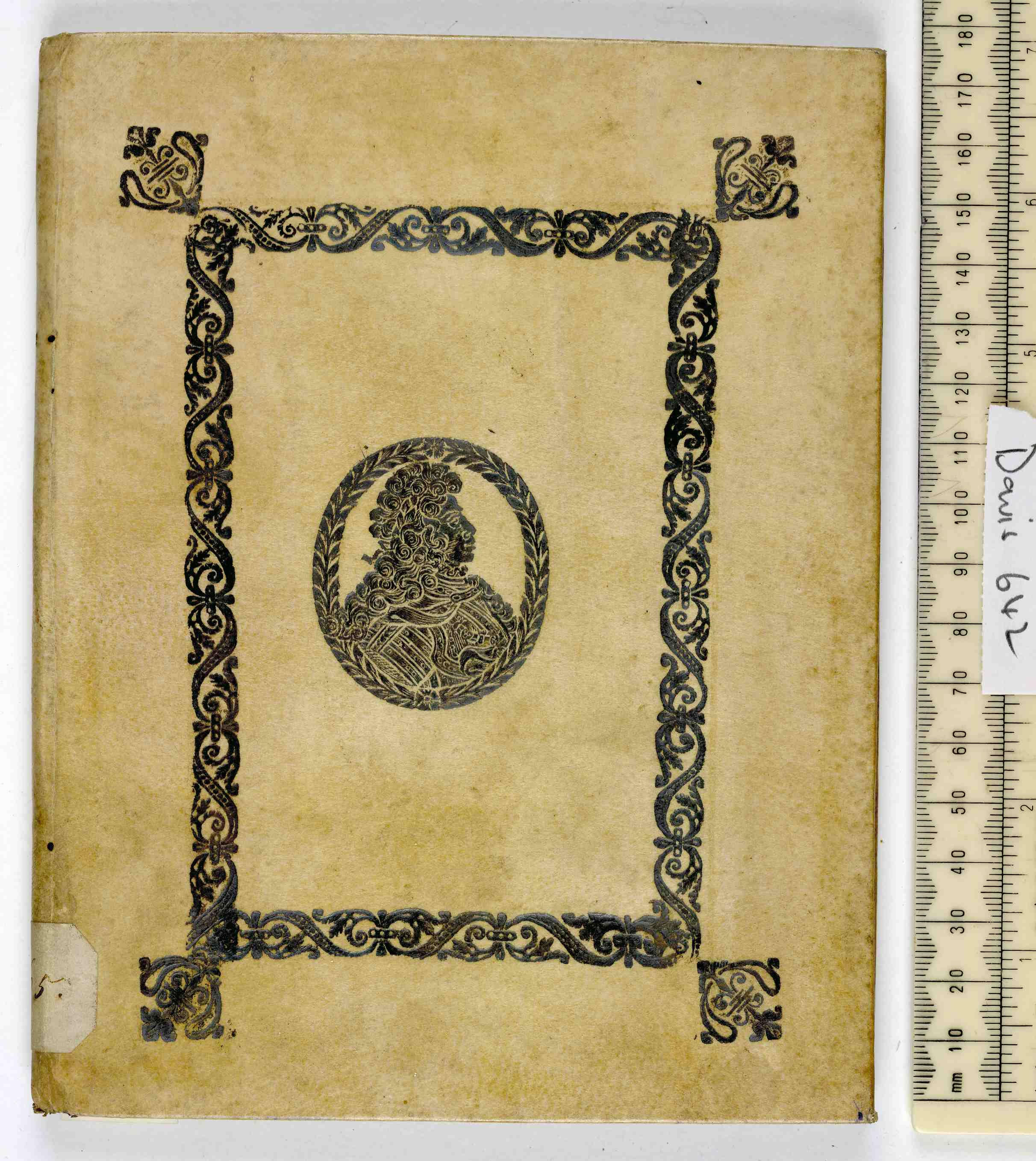
La passione nell'orto, oratorio, 6 aprile 1708

Pietro Antonio Bernardoni nacque a Vignola il 30 giugno 1672, figlio di Francesco e Lodovica Monsi.
Sin da giovane evidenziò una predisposizione agli studi letterari, che effettuò da autodidatta.
Si diffuse rapidamente la sua fama poetica, al punto che partecipò agli incontri dei letterati modenesi svolti in casa del marchese G. Rangoni, dove conobbe Ludovico Antonio Muratori, con il quale divenne un grande amico.
I contatti con i letterati modenesi precedettero il trasferimento di Bernardoni a Bologna, dove frequentò la casa del marchese e poeta Giovanni Giuseppe Orsi e strinse amicizia con il matematico, astronomo e poeta Eustachio Manfredi e con Pier Jacopo Martello, che influirono sulla produzione di Bernardoni, e gli consentirono di diventare membro dell'Accademia dell'Arcadia nel 1691, e poi a quelle degli Accesi e dei Gelati di Bologna e degli Scomposti di Fano.
Bernardoni esordì nella letteratura con il dramma pastorale Il geloso di se medesimo e con una raccolta di poesie, I fiori, primizie poetiche divise in rime amorose, eroiche, sacre, morali e funebri (1694), che evidenziarono elementi stilistici barocchi anche se intrisi di ispirazione arcadica.
Seguirono le tragedie Irene (1695), ristampata successivamente con il titolo Costantino (1706), e Aspasia (1697), nelle quali aderì ai modelli d'Oltralpe.
In quegli anni viaggiò intensamente a Vignola, Modena, Cremona e Milano, prima di ritornare a Bologna per occuparsi dei fratelli minori rimasti orfani, assumendo, per un breve tempo, nel febbraio 1697 la carica di segretario del duca Sforza a Castell'Arquato di Piacenza.
Rientrato a Bologna, dapprima dal marchese Orsi, poi nell'inverno del 1698 dal duca F. Ferrero, e infine dal conte C. E. Balbo di Vernone a Torino, dove scrisse il suo primo melodramma, Giulio Cesare, in occasione della nascita di Vittorio Amedeo di Savoia ed eseguito con successo al Teatro Regio nel maggio 1699.
Nel maggio 1699, Bernardoni andò a Parigi al seguito del conte di Vernone per incarichi diplomatici.
Dopo Parigi ottenne nel luglio 1701 la nomina di secondo poeta di corte a Vienna, accanto a Donato Cupeda, dove trascorse nove anni e sviluppò il suo talento come poeta-librettista.
Nell'ottobre 1703, dopo aver già scritto numerose opere dedicate alle nascite, ai compleanni degli esponenti della corte, musicate dai più importanti compositori, tra i quali Carlo Agostino Badia, Johann Joseph Fux, Attilio Ariosti, Giovanni Bononcini e Marc'Antonio Ziani, soggiornò per sei mesi a Bologna dal marchese Orsi, dove partecipò ad una delle querelles letterarie dell'epoca.
Nel 1705, a Vienna, Bernardoni pubblicò un libro di Rime varie, dedicato a Giuseppe I d'Asburgo, contenente qualche canzonetta, anticipante le "ariette" di Pietro Metastasio.
Negli anni 1706-1707 diede alle stampe i primi volumi dei Poemi drammatici, cui seguì nel 1709 il terzo volume.
La raccolta comprese, oltre alle opere giovanili, tutti quei piccoli melodrammi di un atto e tredici scene, otto dei quali furono musicati da Badia (L'amore vuol somiglianza; L'Arianna; La concordia della virtù e della fortuna; Enea negli Elisi; La Psiche; La Sepoltura di Christo, oratorio; Santa Teresa, oratorio; Ercole vincitor di Gerione; tre da Fux (La clemenza di Augusto; Iulo Ascanio, re d'Alba; Pulcheria); due da Giovanni Bononcini (Proteo sul Reno; La nuova gara di Giunone e di Pallade, terminata da Giove); due da Antonio Maria Bononcini (Arminio; La fortuna, il valore e la giustizia); quattro da Ariosti (La più gloriosa fatica d'Ercole; Marte placato; La Placidia; Amor tra nemici); nove da Ziani (Le due passioni una di Cristo nel corpo, l'altra della Vergine Madre nell'anima; La morte vinta sul Calvario; La Flora, serenata con arie di Giuseppe I; Il Meleagro; Introduzione per musica al problema della prima Accademia, nella quale si esamina "se si possa trovare un amore senza speranza"; Introduzione per musica al problema della seconda Accademia, nella quale si esamina se più innamori bella donna che pianga overo bella donna, che canti; Il sacrificio d'Isacco, oratorio; La Passione nell'orto, oratorio; Gesù fiagellato, oratorio); inoltre una decina furono musicati da compositori ignoti.
Questi libretti si caratterizzarono per un certo valore letterario e influenzarono lo stile dell'opera tardo-barocca viennese.
Dopo aversi dimesso dalla corte viennese nel 1710, una volta rientrato a Bologna, si sposò nel 1711 e pubblicò altri dieci suoi sonetti inclusi nella Scelta di sonetti e canzoni de' più eccellenti rimatori d'ogni scuola di A. Gobbi (1711). Nel 1712 rappresentò a Roma il suo ultimo melodramma, l'Eraclio, in tre atti, musicato da Francesco Gasparini e da Carlo Francesco Pollarolo, in stile pienamente settecentesco.
Il 19 gennaio 1714 Pietro Antonio Bernardoni morì a Bologna.
Bernardoni risultò un librettista storicamente importante, perché anticipò le innovazioni melodrammatiche proposte dal Muratori e da Apostolo Zeno e dal teatro d'opera settecentesco.
Bernardoni si caratterizzò per una forma più regolare del testo, grazie anche ad un collegamento più coerente delle scene; inoltre eliminò le parti buffe, tipiche del Seicento e l'elemento "meraviglioso", ridusse gli intrighi e il sentimentalismo, proseguì invece a ispirarsi alla mitologia e alla storia classica, seguendo lo stile dei tragici francesi: i recitativi risultarono piuttosto brevi, e vennero ultimati dalle "arie" liriche, invece rari furono gli "insieme" e ridotto l'uso del coro.